# Роберт Герман
Роберт Герман (англ. Robert Herman; 29 серпня 1914 — 13 лютого 1997) — американський вчений, найбільш відомий своєю роботою з Ральфом Алфером у 1948—1950 роках над оцінкою температури реліктового випромінювання від Великого вибуху.

## Біографія і кар'єра
Народився в Бронксі, в Нью-Йорку. Вивчав фізику в Сіті-Коледжі Нью-Йорка, закінчивши його з відзнакою в 1935 році. В 1940 році здобув ступінь магістра та доктора філософії в Принстонському університеті в галузі молекулярної спектроскопії. Під час аспірантури Герман також працював у фізиці твердого тіла, поєднуючи теоретичні та експериментальні дослідження. Він провів 1940—1941 навчальний рік, працюючи над диференціальним аналізатором Буша в Школі електротехнічної інженерії Мура Пенсильванського університету, а ще один рік викладав фізику в Сіті-Коледжі Нью-Йорка.
У 1942 році він залишив викладацьку роботу та почав працювати на кафедрі земного магнетизму Інституту Карнегі у Вашингтоні та в Лабораторії прикладної фізики Університету Джонса Гопкінса в Балтиморі, які були важливими військовими дослідницькими центрами. Він працював над безконтактним запалом для морської зенітної стрільби, який ефективно використовувався під час війни. Крім теорії та лабораторних досліджень, Герман займався польовими випробуваннями безконтактного запалу та проблемами експлуатації, пов'язаними з його використанням у флоті. У 1945 році він отримав за свою роботу премію Naval Ordnance Development Award.
Після Другої світової війни Герман провів ще десять років у Лабораторії прикладної фізики, займаючись дослідженнями в галузі спектроскопії та фізики конденсованих середовищ. Саме в цей період він і Ральф Алфер виконали свою тепер знамениту роботу з космології. У 1948 році, як наслідок досліджень нуклеосинтезу в своїй моделі Великого вибуху, вони зробили перше теоретичне передбачення існування однорідного ізотопного чорнотільного випромінювання, яке тепер відоме як реліктове випромінювання.
Ця робота на короткий час потрапила у фокус уваги спеціалістів, але невдовзі була забута. У 1964 році випромінювання було випадково виявлено Арно Пензіасом і Робертом Вудро Вільсоном з Лабораторій Белла, які марно намагалися усунути шуми в своїй радіоантені і дійшли висновку про неземне походження джерела перешкод. Дізнавшись про цю роботу, група фізиків з Принстонського університету на чолі з Робертом Діккі інтерпретувала її як фонове випромінювання космологічного походження, але без посилання на дві статті 1948 року, одну Альфера, Бете та Гамова (відому під назвою стаття α-β-γ), а іншу Альфера і Германа. Модель Великого Вибуху для походження Всесвіту отримала широке визнання, і в 1978 році Пензіасу і Вілсону було присуджено Нобелівську премію. Згадуючи кульмінацію ці події, Герман зауважив: «Визнання віддаєш не людині, а роботі».
Тим не менш, команда Германа та Альфера зрештою була визнана за їхній піонерський внесок у модель Великого вибуху. У 1993 році Національна академія наук США оголосила, що вони розділять медаль Генрі Дрейпера, найстарішу нагороду Академії, за їхній внесок в астрономічну фізику. Вони були відзначені «за їх проникливість і вміння у розробці фізичної моделі еволюції Всесвіту та передбачення існування мікрохвильового фонового випромінювання за роки до того, як це випромінювання було випадково виявлено; завдяки цій роботі вони стали учасниками одного з головних інтелектуальних досягнень XX століття». Вони також отримали Магелланівську премію від Американського філософського товариства, медаль Джона Прайса Ветерілла від Інституту Франкліна та премію імені Джорджа Вандерліндена від Бельгійської королівської академії.
У 1956 році Герман приєднався до дослідницької лабораторії General Motors як голова групи фундаментальних наук, пізніше перейменованої у відділ теоретичної фізики. Тут він, спираючись на свої знання фізики, почав розробляти фізичну модель транспортного потоку. Наприкінці 1950-х і на початку 1960-х він об'єднався у цих дослідженях з Елліоттом Монтролом. Невдовзі після цього Герман та майбутній Нобелівський лауреат Ілля Пригожин розробили теорію багатосмугового транспортного потоку. Герман працював у різних галузях науки про дорожній рух понад 35 років.
У 1979 році Герман приєднався до викладачів Техаського університету в Остіні, отримавши подвійну посаду професора фізики в Центрі досліджень статистичної механіки та професора цивільного будівництва Л. П. Гілвіна. Пізніше він став почесним професором цивільного будівництва на честь сторіччя Л. П. Гілвіна. У 1979 році він був обраний членом Американської академії мистецтв і наук.
У вільний час Герман досліджував фізику музичних інструментів, наприклад, механіку смичка для віолончелі та акустику англійської флейти. Він колекціонував старовинні віолончелі і грав на них.
У середині 1980-х років почав створювати невеликі скульптури з екзотичних порід дерева та металу. Виставки кількох його різьблень представлялися в Національній інженерній академії (1994), в Інженерному коледжі Техаського університету в Остіні (1995) та в Художній галереї Леу Белмонтського університету (1996).
Протягом останніх кількох років свого життя Герман займався аналізом стану освіти в США і ролі університетів в суспільстві, збираючи дані про різноманітні показники якості та продуктивності університетських підрозділів та намагаючись промоделювати університети як складні системи.
Герман помер 13 лютого 1997 року в Остіні, штат Техас.